# Grete Winkels
Grete Winkels (auch Margarete Debus) (* 15. Juni 1918 in Bad Godesberg; † 30. Dezember 2017 in Bonn) war eine deutsche Leichtathletin. Sie startete für den ASV Köln.

## Werdegang
Grete Winkels wurde in Bad Godesberg als Tochter einer kleinbürgerlichen Familie geboren; ihr Vater arbeitete bei der Reichsbahn. Sie besuchte eine höhere Mädchenschule in ihrem Heimatort und absolvierte 1937 die Reifeprüfung. In ihrer Schulzeit begann sie, Sport im Godesberger TV zu betreiben, zunächst als Turnerin, dann als Leichtathletin. Im Sommer 1935 wurde sie bei einem Sichtungswettkampf (der „Unbekannte Olympiakämpfer“) als Läuferin entdeckt. 1936 wechselte sie zum Schülerinnen-Sport-Verein Köln (SSV), da sie in Köln eine Ausbildung zur Chemiefachlaborantin machte.
Am 21. Juni 1936 stellte Winkels als Mitglied einer Staffel der deutschen Nationalmannschaft (mit Emmy Albus, Käthe Krauß und Marie Dollinger) über 4-mal 100 Meter mit 46,7 Sekunden einen Weltrekord auf, der in einem weiteren Rennen noch auf 46,5 Sekunden verbessert wurde; Winkels war Schlussläuferin. Der Rekord wurde jedoch keine sieben Wochen alt: Am 8. August in Berlin waren Albus, Krauß, Dollinger und Ilse Dörffeldt eine Zehntel schneller. Sie wurde als Staffel-Ersatzläuferin für die Olympischen Spiele 1936 in Berlin nominiert, kam aber nicht zum Einsatz. Ihre Spezialstrecke, die 200 Meter, standen in Berlin nicht auf dem Programm. Später berichtete sie, dass sie Jesse Owens wegen seines Laufstils bewundert habe. Ein Trainer habe zu ihr gesagt: „Aber das ist doch nur ein schönes Tier. Frau Winkels, das ist doch kein Mensch!“
Als Sprinterin konnte sich Grete Winkels fünfmal bei Deutschen Meisterschaften platzieren:
- 100 m:
  - 1937 Platz 3 (12,3 s) hinter Käthe Krauß (11,9 s) und Ilse Dörffeldt (12,3 s)
  - 1939 Vizemeisterin (12,2 s) hinter Ida Kühnel (12,1 s)
- 200 m:
  - 1939 Meisterin (25,3 s)
  - 1940 Meisterin (25,6 s)
  - 1941 Vizemeisterin (25,7 s) hinter Dora Blask (25,6 s)

Am 28. Juli 1940 lief sie in Parma 25,1 s über 200 Meter und kam damit auf Platz 2 der Jahres-Weltbestenliste. Auch als Hochspringerin trat sie in Erscheinung. Ihre beste Höhe: 1,54 m, gesprungen 1941.
Grete Winkels setzte sich entschieden für die Gleichberechtigung von weiblichen Athleten ein und wandte sich gegen „tradierte Vorurteile“, wie etwa die von Gausportlehrer Heinz Debus, den sie dennoch 1942 heiratete. Sie setzte sich mit Unterstützung von Fritz Nottbrock dafür ein, dass der finanzschwache SSV als Frauenabteilung in den ASV Köln integriert wurde: „Und da war mein Mann der größte Gegner, der behauptete, Frauen gehören nicht in einen Männerverein. Die stören nur den Verein.“
Während des Zweiten Weltkrieges studierte Grete Winkels in Bonn Chemie und promovierte. Ihr Ehemann Heinz Debus, mit dem sie ein Kind hatte, starb 1946 in sowjetischer Kriegsgefangenschaft. 1948 heiratete sie ihren Schwager und bekam zwei weitere Kinder. 1949 gründete sie gemeinsam mit einem Arbeitskollegen die Bad Godesberger Lackfabrik. Lange Jahre war sie als Übungsleiterin tätig und blieb bis ins hohe Alter sportlich aktiv. 2013 zog sie sich aus dem Geschäftsleben zurück und lebte seitdem in einem Altenheim.